# Voznesenka, Melitopol
Voznesenka (în ucraineană Вознесенка) este o comună în raionul Melitopol, regiunea Zaporijjea, Ucraina, formată numai din satul de reședință.

## Demografie
Componența lingvistică a comunei Voznesenka
     Ucraineană (60,92%)
     Rusă (35,74%)
     Romani (1,27%)
     Alte limbi (0,43%)
Conform recensământului din 2001, majoritatea populației comunei Voznesenka era vorbitoare de ucraineană (60,92%), existând în minoritate și vorbitori de rusă (35,74%) și romani (1,27%).